# Aygebats
Aygebats (in armeno Այգեբաց?) è un comune di 757 abitanti (2010) della provincia di Shirak in Armenia.